# Fältlyckospindel
Fältlyckospindel (Meioneta affinis) är en spindelart som först beskrevs av Kulczynski 1898.  Fältlyckospindel ingår i släktet Meioneta och familjen täckvävarspindlar. Arten är reproducerande i Sverige. Inga underarter finns listade i Catalogue of Life.